# Anna Giacalone Ramat
Anna Giacalone Ramat, nata Anna Giacalone (Forlì, 17 giugno 1937), è una linguista italiana di fama internazionale. È una delle principali studiose europee di grammaticalizzazione e di acquisizione linguistica.

## Biografia
Laureata nel 1959 all'Università di Firenze con Giacomo Devoto, è stata professoressa ordinaria di linguistica (1975-2010) e di sociolinguistica (1982-1991), insegnando in diverse università, italiane e straniere. È professoressa emerita di linguistica all'Università degli Studi di Pavia.
È stata Presidentessa della International Society for Historical Linguistics (1983-1985), della Società Italiana di Glottologia (1991-1992) e Presidentessa e Vice-Presidentessa della Societas Linguistica Europaea (1999-2000). Direttrice del Dipartimento di Linguistica 2002-2008, ha organizzato molti convegni, nazionali e internazionali, sui temi della linguistica storica e della linguistica acquisizionale.
È stata coordinatrice responsabile del Dottorato di Ricerca in Linguistica dell'Università di Pavia (con Università di Bergamo, Università di Cagliari, Università di Torino e Libera Università di Bolzano come sedi consorziate) dal 1994 al 2003. Ha tenuto corsi, seminari dottorali e conferenze in numerose università, italiane e straniere. È stata per molti anni membro del Comitato di direzione della Collana Materiali Linguistici dell'Università di Pavia e delle riviste "Diachronica" e "Studi di linguistica teorica e applicata". Ha partecipato a numerosi progetti del MIUR e del CNR e ha pubblicato numerosi articoli su riviste prestigiose e in volumi italiani e stranieri; alcuni di essi sono scritti in collaborazione con suoi allievi e allieve. 
I suoi principali interessi di ricerca sono la linguistica storica, la grammaticalizzazione, la tipologia linguistica e la linguistica acquisizionale. A proposito di quest’ultimo tema, Anna Giacalone ha avviato nel 1986, in collaborazione con altri colleghi, un progetto di studio dell’italiano parlato da stranieri, sfociato poi nel cosiddetto “Progetto di Pavia” e ha mostrato come l’osservazione dei processi di acquisizione dell’italiano come L2 apporta un rilevante contributo all’elaborazione di una teoria del linguaggio e alla comprensione delle regolarità universali che lo conformano. Ha inoltre avuto un ruolo importante nel mettere in contatto la ricerca acquisizionale italiana con reti europee di ricerca su L2, a partire dagli anni novanta, in particolare con la rete del progetto europeo "The structure of learner varieties" (coord.  Max-Planck-Institut fuer Psycholinguistik di Nimega). Attualmente si occupa dello sviluppo diacronico dei connettivi interfrasali, dell'evoluzione delle costruzioni passive e impersonali nelle lingue romanze e delle nuove prospettive della teoria della grammaticalizzazione.
Suo marito è il linguista Paolo Ramat.

## Opere principali
- Anna Giacalone Ramat (a cura di), L’italiano tra le altre lingue. Strategie di acquisizione, Bologna, il Mulino, 1988.
- Anna Giacalone Ramat (con Maria-Elisabeth Conte e Paolo Ramat) (a cura di), Dimensioni della linguistica, Milano, Franco Angeli, 1990.
- Anna Giacalone Ramat (con Paul Hopper) (eds), The limits of grammaticalization, Amsterdam, Benjamins, 1998.
- Anna Giacalone Ramat (a cura di), Verso l'italiano. Strategie di acquisizione, Roma, Carocci, 2003.
- Anna Giacalone Ramat (ed.), Typology and Second Language Acquisition, Berlin, Mouton de Gruyter, 2003.
- Anna Giacalone Ramat (con Caterina Mauri e Piera Molinelli) (eds), Synchrony and Diachrony: a dynamic interface, Amsterdam, Benjamins, 2013.
- Anna Giacalone Ramat (con Paolo Ramat), Scripta linguistica minora, Milano, FrancoAngeli, 2016.